# 제4시설단
제4시설단(일본어: 第3施設団 다이욘시세쓰단[*], 영어: JGSDF 4th Engineer Brigade)는 육상자위대 중부방면대 예하 시설단이다.

## 역사
1961년 8월 17일, 제101건설대대, 제109시설대대, 제305시설기재중대, 제307덤프차량중대, 가나자와 주둔지의 제302지구시설대, 이즈모 주둔지의 제303지구시설대, 야마구치 주둔지의 제304지구시설대, 도요카와 주둔지의 제313지구시설대, 히사이 주둔지의 제318지구시설대, 오쓰 주둔지의 제319지구시설대, 마쓰야마 주둔지의 제320시설지구대를 편성하여 제4시설단이 창설되었다.
1962년 1월 18일, 제105건설대대, 도요카와 주둔지에서 제321지구시설대, 오쿠보 주둔지에서 제322, 323지구시설대, 산겐야 주둔지에서 제324지구시설대, 젠쓰지 주둔지에서 제325지구시설대가 창설되었다. 3월에 제325지구시설대가 고치 분둔지로, 10월에 제321지구시설대가 도야마 분둔지, 제322지구시설대가 와카야마 주둔지로 이사하였다.
1963년 3월, 제313지구시설대가 기후 주둔지, 제322지구시설대가 사바에 분둔지로 이사하였다.
1973년 3월 27일, 제101건설대대가 제313, 318지구시설대를, 제105건설대대가 제319, 323지구시설대를, 제109건설대대가 제320, 325지구시설대를 병합하여 제6, 7, 8시설군으로 재편성되었다. 제102시설기재대가 창설되고, 제302, 303, 304, 321, 322, 324지구시설대가 제4시설단 직할부대가 되었다.
1985년 3월 25일, 제7시설군 예하 제307덤프차량중대가 단 직할부대가 되었다.
1990년 지구시설대 편제의 폐지에 따라 제302, 304지구시설대가 해체되었다.
1992년 9월, 제102시설기재대 예하 정비중대를 해체하고 특수기재중대를 창설하였다. 같은 달 17일에 유엔 캄보디아 잠정 통치기구에 참가하기 위해 제1차파견시설대대를 편성하였다.
1993년 3우러 30일, 제321시설지구대가 제301시설대, 제322지구시설대가 제6시설군 예하 제302시설대, 제323시설지구대가 제7시설군 제303시설대로 개편되었다.
1999년 3월 30일, 제8시설군이 해체되었다. 예하 산겐야 주둔지의 제350시설중대가 제7시설군 제349시설중대로서 전속하였다.
2004년 3월 27일, 제6시설군 예하부대가 기능별중대로 개편되었다. 제302시설대는 제372시설중대, 제303시설대는 제7시설군 제304수해재해중대로 개편되고, 후방지원체제이행에 따라 정비부문이 중부방면후방지원대 제104시설직접지원대대로 넘어갔다.
2006년 3월 27일, 제7시설군의 기능별중대화에 제301시설대가 제382시설중대 재편성되고, 제305시설대는 산겐야 주둔지로 이사하였다.
2019년 3월 26일, 제6시설군 예하 제369, 370시설중대가 해체되고, 기후 분둔지에 제402시설중대가 창설되었다.

## 편성
- 단 본부 및 본부중대 - 오쿠보 주둔지
- 제6시설군
  - 군 본부 및 본부관리중대
  - 제371시설중대
  - 제372시설중대 - 사바에 주둔지
  - 제402시설중대 - 모리야마 주둔지
- 제7시설군 - 오쿠보 주둔지
  - 군 본부 및 본부관리중대
  - 제380시설중대
  - 제381시설중대
  - 제382시설중대 - 도야마 주둔지
- 제304시설대 - 이즈모 주둔지
- 제305시설대 - 산겐야 주둔지
- 제102시설기재대 - 오쿠보 주둔지
- 제304수해재해중대 - 와카야마 주둔지
- 제307덤프차량중대 - 오쿠보 주둔지

## 계보
- 1961년 8월 17일
  - 일본어: 第4施設団 다이욘시세쓰단[*]
  - 영어: JGSDF 4th Engineer Brigade